# Okrzeja (stacja kolejowa)
Okrzeja – stacja kolejowa w Woli Okrzejskiej, w pobliżu Okrzei, w woj. lubelskim, w Polsce. Są tu dwa wąskie perony dwukrawędziowe bez zadaszeń i cztery tory. Podróżni mogą oczekiwać na pociąg we wiacie położonej przy budynku stacyjnym. Leży na linii Łuków – Radom Główny.

## Ruch pasażerski

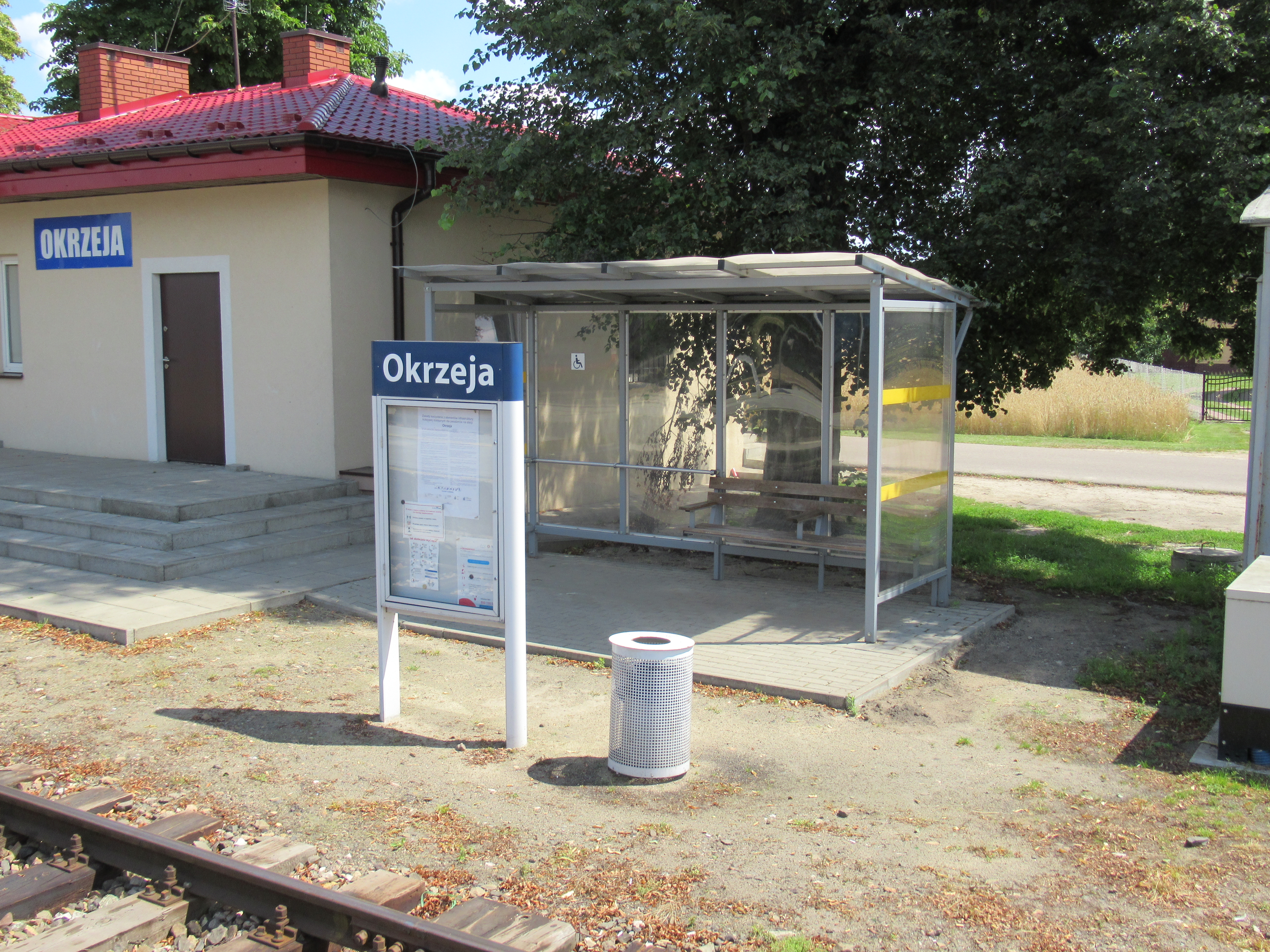
Wiata dla pasażerów i gablotka z rozkładem jazdy

| Rok  | Wymiana pasażerska na dobę |
| ---- | -------------------------- |
| 2017 | 20-49                      |
| 2022 | 20-49                      |